# Altair 8800

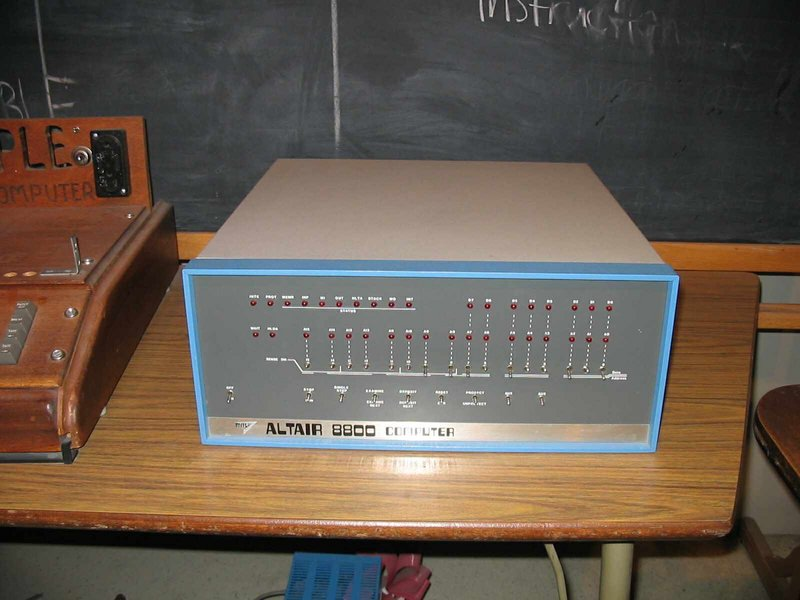
Exemplar do Altair 8800 no Museu de História Americana no Smithsonian.

O MITS Altair 8800 é um computador pessoal projetado em 1975, baseado na CPU Intel 8080.
Vendido originalmente como um kit através da revista norte-americana Popular Electronics, os projetistas pretendiam vender apenas algumas centenas de unidades, tendo ficado surpresos quando venderam 10 vezes mais que o previsto para o primeiro mês. Hoje o Altair é reconhecido como a fagulha que levou à revolução do computador pessoal nos anos seguintes: os barramentos de computador desenhados para o Altair se tornariam um padrão de facto na forma de barramento S-100 e a primeira linguagem de programação para a máquina foi o Altair BASIC, que conduziu à fundação da Microsoft.

## Prólogo
Ao se encontrarem, quando ainda serviam ao Laboratório da Força Aérea em Kirtland, no Novo México. Ed Roberts e Forrest M. Mims III decidiram usar os seus conhecimentos eletrônicos para produzir kits pequenos para modelistas de foguetes. Junto com Stan Cagle e Robert Zaller, criaram a MITS (Micro Instrumentation Telemetry Systems) na garagem de Roberts em Albuquerque, Novo México e começaram a vender transmissores de rádios e instrumentos para foguetes de modelismo.
Em 1969 Roberts comprou a parte dos outros sócios e se mudou para um escritório maior, onde produzia kits de calculadoras para os que tinham este hobby. Mims ajudava escrevendo manuais para alguns dos produtos em troca dos kits. Em  1972, a Texas Instruments desenvolveu seu próprio chip de calcular e começou a vender calculadoras completas por menos da metade do preço. A MITS foi devastada por isto, como foram muitas outras companhias e Roberts lutou para reduzir sua dívida de um quarto de milhão de dólares.
Com o lançamento do primeiro microprocessador de 8 bits, o  Intel 8008, em 1972, e de outro, mais potente, o 8080 em 1974, vários modelistas começaram a projetar kits de microcomputadores. Em Julho de 1974, um destes projetos, o bem pensado Mark-8 de Jonathan Titus, baseado no 8008, foi anunciado na revista Radio-Electronics. O design estava puramente no papel, o que requeria do construtor buscar as partes uma de cada vez, uma tarefa que era basicamente impossível fora da Califórnia. Apesar do Mark-8 não ter sido um sucesso, os editores da Popular Electronics acharam que alguém iria ser o primeiro fornecedor de um kit "real" e decidiram que eles queriam fazer isto. Neste ponto a história se torna, de alguma forma, menos clara.

## O design
Em uma versão da história, dita pelo editor da série Popular Electronics, Art Salsberg, era que havia um outro desenho mais simples sendo feito por Jerry Odgen, um contribuinte de longa data da revista. Entretanto este design era um puro "hack" e Salsberg percebeu que eles precisavam de algo muito melhor para contra atacar o Mark 8. Nesta hora, Roberts se aproximou deles com seu próprio design, baseado em uma placa de circuito pré-impresso ao invés de fios soldados. A versão de Les Solomon da história é similar, mas estabelece o encontro chave entre ele e Forrest Mims, outro contribuinte da revista, que disse a ele sobre o projeto de Roberts. Na verdade, o encontro com  Solomon ocorreu anos antes, quando os quatro sócios do MITS estavam tentando desenvolver novos produtos para suplementar os seus produtos de telemetria de foguetes de modelismo. Isto aconteceu vários anos antes da MITS entrar no negócio de computadores. Forrest Mims, que corrigiu muitos erros nas primeiras seções do MITS sobre este artigo, se coloca fora da discussão, com Solomon e Salsberg decidindo chamar Roberts. Após Roberts ter desenhado o Altair, com a ajuda de Bill Yates (que não deve ser confundido com Bill Gates), Mims escreveu um manual de operação em troca de um dos primeiros Altairs. O Altair de Mims está em exposição no Instituto Smithsoniano Americano no Museu de História Nacional, em Washington, desde 1990.
Roberts tentou fazer negócio com a CPU e eventualmente conversou com a Intel para que fornecesse o cosmeticamente manchado 8080 por $75, quando eles normalmente o vendiam por $360. Na verdade, o negócio não era de fato tão bom quanto Roberts pensava naquele tempo; a Intel escolheu o preço de  $360 simplesmente como uma piada do famoso mainframe System/360 da IBM. O nome finalmente decidido para o computador veio de sua filha de 12 anos, Lauren. Ela sugeriu Altair, que era o destino da Enterprise durante um episódio de Jornada nas Estrelas que ela estava assistindo.
A primeira amostra que funcionava foi enviada imediatamente por trem à Nova Iorque. Entretanto, ela nunca chegou devido a uma greve da empresa transportadora. O primeiro exemplo desta revolucionária máquina ficou então perdido na história. Solomon já havia tirado várias fotos da máquina e escreveu o artigo baseado nelas, enquanto Roberts ficou trabalhando em construir um substituto. Tudo se resolveu e o kit estava oficialmente disponível em 19 de dezembro de 1974.

## O lançamento
O kit foi anunciado primeiro na edição de janeiro de 1975 da Popular Electronics.
O "timing" era perfeito. Os modelistas eletrônicos estavam migrando para computadores à medida que mais e mais componentes  electrônicos se tornavam digitais, mas ainda estavam frustrados pelo pouco poder e flexibilidade dos poucos kits que já estavam no mercado. O Altair tinha poder suficiente para ser realmente útil e foi desenhado em torno de um sistema expansível que se abria para todos os tipos de experiências. Roberts precisava vender 200 unidades no primeiro ano para recuperar o seu dinheiro, mas teve a agradável surpresa de receber milhares de pedidos no primeiro mês, incluindo 200 num só dia.
Em apenas seis meses a competição começou sob a forma do  IMSAI 8080, que incluía um teclado, monitor e um controladorfloppy disk. Roberts ficou furioso e desperdiçou uma quantidade crescente de seu tempo tentando "derrubar" estes competidores ao invés de melhorar o Altair. Em 1976 havia várias máquinas muito melhores no mercado, ao mesmo tempo que Roberts começava a pedir que as recém criadas lojas de computadores apenas vendessem as máquinas Altair, em vez de reagirem à cooncorrência e numa guinada de ironia a MITS foi rapidamente expelida para fora do mercado que eles mesmos haviam criado.

## Descrição
No primeiro design do Altair, as partes necessárias para fazer uma máquina completa não cabiam em uma única placa mãe e a máquina consistia em quatro placas empilhadas no topo uma da outra com separadores. Outro problema enfrentado por Roberts, era que as partes necessárias para se fazer um computador realmente útil não estavam disponíveis ou não seriam desenhadas a tempo para a data de lançamento em janeiro. Então, durante a construção do segundo modelo, ele decidiu construir a maior parte da máquina em cartões removíveis, o que reduziu a placa-mãe para nada mais que uma conexão entre cartões, um plano de fundo. A máquina básica consistia de cinco cartões, incluindo a CPU em um e a memória em outro. Ele então procurou por uma fonte mais barata de conectores e se deparou com um suprimento de conectores de ponta de 100-pinos. O resto, como dizem, é história e o bus S-100 estava eventualmente reconhecido pela comunidade profissional que adotou o IEEE-696 como o bus de computador padrão.
Para todos os propósitos, o barramento do Altair consiste de pinos do Intel 8080 correndo na placa de fundo. Nenhum nível particular de pensamento foi feito no design, o que levou a desastres, uma vez que várias linhas de energia de diferentes voltagens se localizavam perto umas das outras, o que levava a fáceis curto-circuitos. Outra aberração era que o sistema incluía dois bus de dados de 8 bits unidirecionais, mas somente um único bus de endereçamento bidirectional. Um arranjo no suprimento de energia levou ao uso de +8V e +18V, que tinham que ser "puxados para baixo" nos cartões para o TTL de (+5V) ou para níveis de voltagem padrão de (+12V) do RS-232.
O Altair era acondicionado em uma embalagem de duas caixas. O plano de fundo e a fonte de energia eram montados em um prato base, junto com a frente e o fundo da caixa. O "lid" tinha a forma de um C, formando o topo, o lado esquerdo e o lado direito da caixa. O prato da face, inspirado pelo minicomputador Data General Nova, incluía vários switches manuais para alimentar as informações do sistema binário diretamente na memória da máquina e vários LEDs vermelhos para ler estes valores.
Programar o Altair era um processo extremamente tedioso onde um movia os switches para posições correspondentes a um opcode do 8080, depois usava um switch especial para entrar com o código dentro da memória da máquina e depois repetia este passo até que todos os opcodes de um programa presumivelmente completo e correto estivessem no lugar. Quando a máquina foi primeiro embarcada os switches e luzes eram a única interface e tudo que alguém podia fazer com ela era programas para fazer as luzes piscar. Entretanto, muitas foram vendidas nesta forma. Roberts já estava trabalhando duro em cartões adicionais, incluindo um leitor de fita de papel para armazenagem, cartões adicionais RAM e uma interface RS-232 para conectar o próprio terminal.

## Software
Mais ou menos neste ponto Roberts recebeu uma carta de uma companhia de Seattle perguntando se ele estaria interessado em comprar sua linguagem de programação BASIC para a máquina. Ele ligou para a companhia e caiu numa casa particular, onde ninguém havia ouvido nada a respeito de BASIC. Na verdade a carta havia sido enviada por Bill Gates e Paul Allen da área de Boston e eles não tinham nenhum BASIC para oferecer. Quando eles ligaram para Roberts para ver se ele tinha recebido a carta, ele expressou seu interesse e os dois começaram a trabalhar em seu interpretador BASIC usando um simulador feito por conta própria para o 8080 em um minicomputador PDP-10. Eles acharam que tinham 30 dias antes que alguém da concorrência os pegasse e tão logo eles conseguiram uma versão que funcionava no simulador, Allen voou para Albuquerque para entregar o programa, Altair BASIC (aka MITS 4K BASIC), em uma fita de papel. Milagrosamente o programa funcionou da primeira vez e Gates logo se juntou a Roberts para formar a Microsoft, então soletrada "Micro-Soft".